# Manfred J. Müller
Manfred J. Müller (* 24. April 1941 in Lütjenburg; † 13. April 2005) war ein deutscher Geograph.

## Leben
Er studierte Germanistik und Geographie in Kiel und Bonn (1969 1. Staatsexamen für das höhere Lehramt, 1971 2. Staatsexamen). Von 1971 bis 1987 war er wissenschaftlicher Mitarbeiter an der Universität Trier. Nach der Promotion 1974 über die pleistozäne Entwicklungsgeschichte des Trier-Moseltals und der Wittlicher Senke wurde er 1987 Professor für Geographie und ihre Didaktik an der PH Flensburg. Von 1992 bis 1995 war er Prorektor der Universität Flensburg.
Seine Forschungsschwerpunkte waren Geomorphologie, Klimageographie, Landschaftsökologie und deutsche Landeskunde.

## Schriften (Auswahl)
- Untersuchungen zur pleistozänen Entwicklungsgeschichte des Trierer Moseltals und der „Wittlicher Senke“. Trier 1976, OCLC 721503173.
- Handbuch ausgewählter Klimastationen der Erde. Mertesdorf 1996, OCLC 174220778.
- Klimalüge? Wissenschaft – Politik – Zeitgeist. Höhr-Grenzhausen 1997, ISBN 3-9806048-0-2.
- Genese und Entwicklung schleswig-holsteinischer Binnendünen. Berichte deutsche Landeskunde 37,1999, 129–150